# Nana Buruku
| Farben             | Lila, weiß, schwarz                                                                            |
| Zahlen             | 6,13                                                                                           |
| Wochentag          | Sonntag                                                                                        |
| Naturelement       | Wasser, Erde                                                                                   |
| Naturmanifestation | Urozean, Quelle, Schlamm, Moor                                                                 |
| Pflanze            | Eupatorium ballotaefolium, Centhratherum punctatum, Polypodium vulgare, Solidago microglossa   |
| Kaurimuschel       | Ejiolugbon (13 offen, 3 verschlossen)                                                          |
| Essen              | Buruburu (Mais-Popcorn mit Kokos), Canjica branca, Mungunzá (süßes Maisgericht mit Kokosmilch) |
| Opfertier          | Huhn, Taube, Ente, Schnecke, Ziege, Schildkröte                                                |

Nana Buruku auch  Nana Burukuru, Nana Buluku oder Nana Bukuu ist eine Wassergöttin, ein Orisha bzw. Orixá in der Religion der Yoruba und der darauf beruhenden afroamerikanischen Religionen wie dem brasilianischen Candomblé oder der kubanischen Santería. Die korrekte Schreibweise für die afroamerikanischen Religionen ist Nanã oder auch Nanã Buruku.
Sie ist der Urozean oder die Quelle und entsteigt dem Urschlamm der Menschheit.
Sie ist die älteste Gottheit, eine alte Frau und Urmutter, Iyá Agbà. Sie ist sogar älter als die Schöpfung selbst, da sie schon vor allem anderen existierte.
In der Religion der Yoruba sowie in Brasilien ist sie eine der mantischen Orishas, die mit Kaurischnecken befragt werden. Dort wird sie mit dem Spiel Merindilogun der Odus Ejilugbon (13 offene, 3 geschlossene Muscheln) erkannt.
Sie wird gegrüßt mit "Sálù bá Nàná!" (Wir vertreiben den Tod mit Nanã!)

## In Afrika
In der Mythologie der Fon aus Dahomey ist sie die Urgottheit, ein Vodún, aus der die Mond- und Sonnengötter Mawu und Lisa hervorgingen, die Schöpfer der Welt und des Lebens.
In Afrika ist sie ein Orisha der Erde.
Im Mythos gab sie Obatala Metall, damit er sich daraus Waffen gießen konnte. Obatala schuf mit dem Metall die ersten Menschen.

## In den Amerikas: Brasilien
Die Legende Nanã bot den Schlamm, um den Menschen zu schaffen / Nanã fornece a lama para a modelagem do homem erzählt von der Schaffung der Welt und des Menschen.
Olorum beauftragte Oxalá mit der Schaffung der Welt und des Menschen, aber er schaffte es weder durch Luft, Holz, Stein, Feuer, Öl, Wasser oder Palmwein, so dass Nanã Buruku ihm mit Schlamm half. So konnte Oxalá den Menschen aus Lehm formen. Wenn Menschen sterben, gehen sie zurück zur Erde, zu Nanã Buruku.
In Brasilien werden weibliche Gottheiten bzw. das Weibliche an sich wichtig.
Die Legende Iemanjá heilt Oxalá und erhält die Macht über die Köpfe / Iemanjá cura Oxalá e ganha o poder sobre as cabeças berichtet:
Nanã ist die Weisheit der Ältesten; sie ist der Anfang von allem, der Urschlamm, aus dem Obatalá die Menschen geformt hat.
Die Legende Nanã versteckt den häßlichen Sohn und zeigt den schönen Sohn / Nanã esconde o filho feio e exibe o filho belo erzählt von ihren beiden Söhnen Oxumarê und Obaluaiê.
Nanã hatte Mitleid mit ihrem häßlichen Sohn Obaluaiê und bedeckte ihn mit Stroh, damit niemand ihn sehen solle. Oxumarê, ihren schönen Sohn, aber erhob sie als Regenbogen in die Höhe des Himmels, damit ihn jeder bewundern solle.
Die Legende Nanã hat einen Sohn mit Oxalufã / Nanã tem um filho com Oxalufã erzählt von der Beziehung von Nanã mit dem alten Oxalá, Oxalufã.
Nanã war als Rechtsprecherin allgemein bekannt, doch ihr Urteil war meist zweifelhaft: Sie bestrafte immer Männer und bevorzugte Frauen. Um sie zu besänftigen, beschlossen die männlichen Orixás, Nanã einen Liebhaber zu beschaffen, Oxalufã. Als sie sich in ihn verliebte, wünschte sie sich einen Sohn von ihm. Er aber erwiderte, dass sie beide das gleiche Blut haben. So ließ Nanã Oxalufã durch ein magisches Pulver einschlafen, schlief mit ihm und wurde schwanger. Als er wieder erwachte, konnte er Nanã nicht mehr trauen, verließ sie, um mit Iemanjá zu leben.
Die Legende Nanã verbietet Werkzeug aus Metall in ihrem Kult / Nanã proíbe instrumentos de metal no seu culto erzählt von der Rivalität zwischen Ogum und Nanã Buruku. Da Ogum der Eigentümer von allem Metall ist, das für die Opferung von Tieren für die Orixás nötig ist, verzichtete Nanã und mit ihr alle ihr Geweihten auf den Gebrauch von Messern und allen Objekten aus Metall in religiösen Zeremonien.
Nanã ist verheiratet mit Oxalá und ist die Mutter von Obaluaê (Babalú Ayé), Oxumarê (Oshumaré), Iroko (bzw. Tempo) und Euá.
Es gibt unterschiedliche Qualitäten von Nanã: Nã Xalá, Nã Selê, Nã Djapá, Nã Buku oder Buruku, Nã Ajaosi, Nabaim.

## Symbol
Sie wird meist mit einem Besen, dem sogenannten Ibiri, dargestellt, der einerseits als apotropäischer Schutz vor den krank machenden Einflüssen ihres Sohnes Babalú Ayé und andererseits als Szepter zu verstehen ist.
Im brasilianischen Candomblé wird sie durch das Assentamtento (Sitz bzw. Altar der Gottheit) Igba Nanã materialisiert.
In der synkretistischen Verbindung mit katholischen Heiligen wird sie als die heilige Anna, Mutter von Maria, verehrt.

## Erscheinungsbild
Neben Iansã (Oyá) und Euá ist auch sie eine Todesgöttin. Da sie am Übergang von Leben und Tod steht, hat sie die Macht, den Tod in Schranken zu setzen.
Wie alle mit Wasser assoziierten Göttinnen ist auch Nanãs Bereich das des gefühlten Erlebens und der emotionalen Unausgewogenheiten. Sie ist zuständig für das Überleben, für die Wiedergeburt nach einer schweren Krise durch Krankheiten und unerklärlichen und unbewussten Blockaden. Sie ist der Anfang und das Ende. Auf der kosmischen Ebene transformiert sie die lähmenden Gefühle eines Traumas in wieder lebbare Momente. Erinnerungen werden vergessen, um wieder neu geboren zu werden. Symbolisch gibt der feucht gewordene Boden, der Nanãs eigene Schlamm, dem Wasser Festigkeit und somit eine Grundlage, um ein neues Leben aufzubauen.
Als älteste Wassergöttin repräsentiert sie die Erfahrung, die Weisheit und die Geduld.
Sie beschützt behinderte Menschen.
Die ihr Geweihten, sogenannte filhas- und filhos-de-santo, sind sehr ehrlich.